# Plasmaspiegel
Der Plasmaspiegel (auch Plasmakonzentration oder ungenau auch Blutspiegel genannt) bezeichnet in der Medizin die im Blutplasma messbare Konzentration einer körpereigenen (z. B. Blutzucker) oder körperfremden Substanz (z. B. eines Arzneistoffs oder eines anderen ins Blut aufgenommenen Fremdstoffs). Analog dazu beschreibt der Begriff Serumspiegel den entsprechenden Stoffgehalt im Blutserum. Bei pharmakologisch wirksamen Stoffen spricht man auch von einem Wirkspiegel, der idealerweise  innerhalb der therapeutischen Breite liegen sollte. Eine wichtige Kenngröße ist auch die Plasmahalbwertszeit.
Da die Konzentration wichtiger physiologischer Substanzen durch Regulationsmechanismen in einem bestimmten „Normalbereich“ gehalten wird, haben Abweichungen einen diagnostischen Aussagewert.